# Церква святого Юрія Побідоносця (Товстолуг)
Церква святого Юрія Побідоносця в Товстолузі — парафія і храм греко-католицької громади Великобірківського деканату Тернопільсько-Зборівської архієпархії Української греко-католицької церкви в селі Товстолуг Тернопільського району Тернопільської области.

## Історія церкви
До початку XX століття на парафії понад 300 років існувала дерев'яна церква. На її місці у 1901 році на свято святого Юрія було освячено новий мурований храм. У 2001 році церкву реставрували. З 1946 по 1990 рік парафія перебувала в складі російського православ'я, а в 1990 році повернулася в лоно УГКЦ. Стінопис храму виконав художник Василь Купецький.
У березні 1993 року було створено церковний хор під керівництвом Ольги Бриляк, а дяком став Володимир Труш. У серпні 1994 року парафіяни здійснили першу прощу до Зарваниці. 28 серпня 1996 року на парафії заснували братство Матері Божої Неустанної Помочі та Вівтарну дружину.
Першу єпископську візитацію у 2001 році здійснив владика Тернопільсько-Зборівської єпархії Михаїл Сабрига, а у 2011 році парафію відвідав владика Василій Семенюк.

## Парохи
- о. Йосиф Студинський (1884),
- о. Роман Добровольський (1914),
- о. Олександр Миронович (1918—1920),
- о. Омелян Волянський (1918),
- о. Мирон Кордуба (1922),
- о. Горюн (після 1922 року),
- о. Юліан Юрик (1933—1934),
- о. Ярослав Богатюк (1934—1935),
- о. Іван Дідух (1935—1941),
- о. Яків Білоскурський (1941—1946),
- о. Михайло Пастух (1990—1991),
- о. Дмитро Квич (1991),
- о. Олег Кривобочок (1991—1992),
- о. Тарас Рогач (1992—1996),
- о. Василь Собчук (з 16 липня 1996).